# 热带风暴狮子山 (2021年)
熱帶風暴獅子山（英語：Tropical Storm Lionrock，國際編號：2117，聯合颱風警報中心：WP222021，菲律賓大氣地球物理和天文服務管理局：Lannie）是2021年太平洋颱風季第17個被命名的風暴。「獅子山」一名由香港提供，是香港位於九龍和沙田之間的一座山，其山峰貌似獅子而得名。獅子山一名為第3次使用，當中2010年同名風暴亦曾吹襲華南，至於2016年同名颱風則在高緯度形成並多次轉向，最終掠過日本，其引發的暴雨則在北韓造成重大傷亡；無獨有偶，三代熱帶氣旋獅子山均以飄忽不定的路徑聞名。
獅子山源自一個「季候風低壓」系統，其東側外圍雨帶與東北季候風匯聚下變得異常猛烈，令廣東沿岸長時間出現狂風暴雨，更令香港天文台繼5年前超強颱風莎莉嘉後，再次於10月份發出黑色暴雨警告。此外，在東北季候風的共同影響下，其外圍風力強勁，導致澳門氣象局和香港天文台均需發出年內首次八號熱帶氣旋警告信號，更成為港澳兩地有紀錄以來風暴中心距離最遠的八號信號。

## 氣象歷史
10月2日，一個熱帶擾動在菲律賓以東海域生成，美國海軍研究實驗室給予擾動編號92W。
10月4日凌晨2時，菲律賓大氣地球物理和天文服務管理局率先將其升格為熱帶低氣壓。早上6時半，聯合颱風警報中心取消發佈熱帶氣旋形成警報，並將其評級降為「中」。晚上10時半，聯合颱風警報中心再度將其評級提升為「高」，並對其發佈熱帶氣旋形成警報。
10月5日下午2時，日本氣象廳將其升格為熱帶低氣壓。
10月6日上午8時，中國國家氣象中心及澳門氣象局將其升格為熱帶低氣壓。
10月7日上午8時，日本氣象廳對其發布烈風警報。同時，台灣中央氣象局將其升格為熱帶低氣壓，給予編號TD20。下午2時，聯合颱風警報中心將其升格為熱帶低氣壓，給予熱帶氣旋編號22W。同時，香港天文台將其升格為熱帶低氣壓。
10月8日凌晨2時，日本氣象廳將其升格為熱帶風暴，給予國際編號2117，並命名「獅子山」。凌晨5時，香港天文台將其升格為熱帶風暴。上午8時，聯合颱風警報中心將其升格為熱帶風暴。晚上10時50分，中國國家氣象中心表示獅子山於海南省瓊海市登陸。
10月10日下午2時，日本氣象廳及香港天文台同時將其降格為熱帶低氣壓。下午5時，聯合颱風警報中心對其發出最後的警告。

## 影響

### 菲律賓
當地發出之最高風暴信號：一號風暴信號
10月4日凌晨5時，菲律賓大氣地球物理和天文服務管理局對其發出一號風暴信號，並於10月6日上午11時，獅子山離開菲律賓責任區時撤銷。

### 澳門
- 當地發出之最高熱帶氣旋信號： 八號東南風球
- 當地發出之最高風暴潮警告：藍色風暴潮警告
- 最接近當地位置：澳門之西南約450公里（破1970年以來風暴中心距離澳門最遠之八號風球紀錄）

#### 概述
地球物理暨氣象局於10月7日下午5時發出特別信息，指當時為熱帶低氣壓狀態的「獅子山」發展出另一中心，較原來預測路徑更接近澳門，並將於當天晚上7時發出一號風球。晚上7時，氣象局正式發出一號風球，當時「獅子山」位於澳門西南偏西約600公里處，預料一號風球於當天晚間時間維持，同時發佈10月8日清晨至早上發出三號風球的可能性為中等至較高。晚上11時，氣象局宣佈於10月8日清晨考慮改發三號風球，同時預料受天文大潮影響，10月8日日間發出藍色風暴潮警告機會較高。10月8日凌晨4時，氣象局正式改發三號風球，當時「獅子山」位於澳門西南偏西560公里處，而藍色風暴潮警告機會較高但預計發佈時段改為當天晚間。 
受「獅子山」外圍雨帶影響，澳門天氣不穩定有驟雨及雨勢有時頗大，氣象局於10月8日上午6時55分發出黃色暴雨警告信號。隨後因雨勢增大，氣象局於上午9時35分改發紅色暴雨警告信號，雨勢集中在氹仔島、路環島和橫琴島澳門大學新校區一帶，其中路環一小時雨量達57.4毫米，是澳門10月份最高時雨量紀錄。上午11時，氣象局取消所有暴雨警告信號，同時發出藍色風暴潮警告，預測10月8日晚上9時至10月9日凌晨0時，低窪地區會出現水浸。最高水位不高於0.5米。 
10月8日下午5時40分，氣象局表示「獅子山」環流較為廣闊，預料今晚到明日早上於澳門西南約500公里範圍內掠過，並預計10月9日凌晨至早上風力仍會進一步增強，間中達7-8級及有陣風，三號風球於晚間時間維持。除非「獅子山」採取較接近路徑，否則改發較高風球機會偏低。晚上11時，氣象局稱「獅子山」已在晚上11時00分登陸海南島，預料三號風球將在10月8日清晨維持，藍色風暴潮警告繼續生效並預料10月9日凌晨12時至2時低窪地區會出現水浸。最高水位不高於0.5米。
10月9日凌晨2時10分，氣象局上調9日清晨至早上發佈八號風球的可能性，為較低至中等。凌晨3時，氣象局突然宣佈將於當天上午6時改發八號東南風球。上午6時，氣象局正式改發八號東南風球，並預料八號風球會在上午維持，改發九號風球機會較低，當時「獅子山」位於澳門西南490公里處。藍色風暴潮警告繼續生效，預測低窪地區於10月9日晚上9時至10月10日凌晨2時出現水浸，水浸高度為0.5米以下。民防行動中心宣佈因應受熱帶氣旋「獅子山」影響，氣象局於10月9日上午6時發出八號風球，同時因應多宗COVID-19疫情本地個案而對澳門特別行政區發佈的「即時預防狀態」自10月9日上午6時起繼續維持。 
10月9日上午11時，氣象局宣佈八號東南風球於當天下午維持。氣象局指出由於「獅子山」與東北季風的共同效應比預期明顯，相關烈風區當天日間仍會間中影響澳門，最大風力達7至8級即間中達到烈風程度。下午4時，氣象局宣佈八號東南風球於當天晚間維持。晚上8時，氣象局宣佈八號東南風球延至當天午夜前維持。晚上11時，氣象局宣佈於10月10日凌晨2時至4時將視乎情況改發三號風球。
10月10日凌晨1時，氣象局宣布將於凌晨2時改發三號風球。凌晨2時，氣象局改發三號風球，藍色風暴潮警告同時取消，當時「獅子山」位於澳門西南偏西510公里處。民防行動中心宣佈因應多宗COVID-19疫情本地個案而對澳門特別行政區發佈的「即時預防狀態」自10月10日凌晨2時起繼續維持。10月10日午夜起澳門不斷受「獅子山」外圍環流雨帶形成的「列車」狀雨帶影響，氣象局在改發三號風球後15分鐘即凌晨2時15分發出黃色暴雨警告至凌晨3時取消。1個半小時後再受另一波雨帶影響，氣象局於凌晨4時30分再次發出黃色暴雨警告信號，及後雨勢增大，氣象局於清晨5時40分改發紅色暴雨警告信號，其中外港碼頭在上午6時15分時雨量一度錄得61.4毫米，再次創下澳門10月份最高時雨量紀錄。雨勢在日出後一度減弱，氣象局於上午7時改發黃色暴雨警告信號但預料稍後時間仍有大雨，1小時後即上午8時再次改發紅色暴雨警告信號。中午12時，紅色暴雨警告信號仍然生效，氣象局發出特別提示，預料當天下午雨勢仍持續，在未來一小時雨勢將再度增強，低窪地區會有水浸。下午1時，氣象局宣佈下午2時改發一號風球。下午2時，氣象局正式改發一號風球，並預計一號風球將維持一段時間。隨著「獅子山」相關雨帶減弱，氣象局於下午3時05分取消所有暴雨警告信號。下午5時，氣象局取消所有熱帶氣旋警告信號。

#### 「獅子山」對澳門的影響

##### 八號風球下的影響
10月9日，受「獅子山」影響，氣象局因發出八號風球，所有日間巴士服務和輕軌在發出八號風球前宣佈停駛，所有夜間巴士路線服務於10月9日上午6時開出尾班車，特別的士服務於發出八號風球隨即暫停，全澳公共交通停頓一整天。三條往返澳門和氹仔的跨海大橋於10月9日上午7時30分起封閉，西灣大橋下層行車道於10月9日上午7時起開放，往返澳門和離島的道路近乎「停頓」。出入境口岸方面，橫琴口岸於10月9日上午7時10分暫停辦理通關手續。因八號風球關係，所有COVID-19常規病毒核酸檢測站和COVID-19疫苗接種站在當天全日暫停開放。澳門國際機場多班航班出現不同程度的延誤，超過200名旅客於機場客運大樓滯留。10月10日凌晨2時，氣象局改發三號風球，公共交通服務暫停超過一天後逐步恢復，夜間巴士服務和特別的士服務於凌晨3時恢復運營，日間巴士路線和澳門輕軌於首班車起恢復運營，西灣大橋下層行車道於凌晨2時停止進入，於凌晨2時15分管道內車輛清空並正式關閉，三條往返澳門和氹仔的跨海大橋隨即重開，橫琴口岸於凌晨2時15分恢復通關。
八號風球生效期間，民防行動中心求助熱線共接獲26宗查詢，內容主要涉及交通、關於核酸檢測相關等查詢；共錄得在澳門和離島錄得30宗事故報告，主要包括﹕石屎、招牌、窗、簷篷或其它懸掛物脫落/清除有墜下風險的物件22宗，風暴期間共有6人輕傷，送院後經初步治療後出院。

##### 暴雨連場對澳門各區的影響
在10月10日紅色暴雨警告信號生效期間，澳門各區出現不同程度的水浸和山泥傾瀉。
澳門半島方面，黑沙環多處出現水浸情況，其中龍園與望廈社屋交界水位浸過腳眼，過馬路居民需要涉水而行，有車輛懷疑因水浸死火，激成工業大廈亦被水浸波及。先鋒廟內外皆水浸嚴重，狹窄的街巷成了水道，居民須涉水而過。廟方負責人表示，9日下過大雨後，內部基本已水深過膝，10日早上影響更嚴重。光復街、渡船街、提督馬路等水深至腳踝，水位浸至三分一條車胎。下環街、河邊新街及比厘喇馬忌士街一帶均出現水浸，馬路間有大量積水，行人和車輛均涉水而行，雨水從渠蓋倒灌，積水溢出馬路湧上行人路，有商戶忙於清理積水，並架起防水閘。有食肆店內倒灌，油污湧出街外，有商店負責人相信內港新建泵房發揮作用導致大雨期間水浸沒有比之前更嚴重。由於COVID-19病毒核酸檢測站在10月9日八號風球生效期間全天暫停運作，多個核酸檢測站有大批人士冒雨等侯，其中在關閘工人體育場病毒檢測站，部分人士表示，因公司上班需要出示核檢陰性證明，故冒風雨前來核檢。
離島方面，氹仔蘇利安圓形地附近有山石倒塌於行人道；氹仔茵景園附近山邊亦有山泥倒塌；氹仔盧廉若馬路塌牆。離島山邊有巨石滾至路邊，路邊鐵欄被壓毀變形。受持續暴雨沖刷山體，水土流失亦讓路環多處地點發生山泥傾瀉，包括鄉村馬路、黑沙馬路、竹灣馬路及雞頸馬路等多處地點出現不同程度的山泥傾瀉，有部分範圍甚至佔據整條行車路面，路環金像農場巴士站的山泥倒塌事故，有沙石跌落路邊，事故路段實施封路，市政署隨即派員進行清理工作，除以人手外亦出動重型機械對大面積的山泥進行清理，經人員連夜工作，直至10月11日下午為止，除路環鄉村馬路仍維持封閉外、黑沙馬路、竹灣馬路及雞頸馬路等多段馬路經已基本開通或有限度通車。另外，路環及氹仔各行山徑亦有出現山泥傾斜的情況，市政署正派員加緊巡查及評估情況，為保障公眾安全，現時路氹共14條步行徑須暫時關閉。此外，消防局在上午10時接獲於路氹城蓮花圓形地水浸事件，有車輛死火，報案者報稱現場有車輛被困，消防員接報到場，救出四名被困男女，再將他們帶到安全位置，無人受傷。因蓮花圓形地嚴重水浸，加上有車輛死火，現場路段一度有大量巴士及車輛無法前行，外圍交通擠塞，部分車輛須繞道離開。氹仔街市附近、南新花園、雞頸馬路、菜圓路、波爾圖街、黑僑街、氹仔運動場及奧林匹克體育中心疑因水流衝擊下，大量泥沙及雨水直接堵塞地下排水渠網，形成內澇出現水浸，其中波爾圖街是繼10月8日暴雨後出現水浸後，三日內兩浸。黑橋街有咖啡室因大量積水湧入店內，消防員一度接報到場處理，而地堡街一大段行車道封閉，有駛經氹仔體育路附近的貨車駛入水浸位置發生故障死火，須消防員協助處理。而氹仔菜園路一帶成澤國。路氹永進大馬路倫敦人酒店外隧道大量車輛被淹浸。而路環市區十月初五馬路、民國馬路及登峰路等因大量雨水湧至，即成河流。石排灣公園出現嚴重水浸，變成了水上樂園。黑沙村因閒置地內大量雨水夾雜泥沙等湧出周邊路面，令一夜成澤國。住在路環竹灣馬路一靜修院對開 83歲的黃婆婆，家中被大雨淹浸及膝，屋內幾乎所有家具、電器浸壞，就連床單也浸沒在泥水之中，當時滂沱大雨，由於房子近山邊，大量雨水由山上順流而下。相信是附近的溪渠未能及時將水排走，導致大量山水夾雜山泥傾瀉入屋。由於婆婆的家位處低窪，泥水一湧入屋，遍及屋內外，水深一度及膝，導致大量家電、家具浸沒。幸當時獲消防及時救助徹離。突如其來的「水浸屋」，致其家中電視、雪櫃、風扇、電磁爐等許多大小家電浸壞，無法使用，甚至連睡覺的床和被舖都被泥水浸濕。由於收入不多，對於重新添置家電令她感到憂心。
珠澳跨境出入境口岸方面，澳門治安警察局於10月10日上午11時30分發出通知，横琴口岸進入横琴的入境珠海車道出現水浸情況，經與珠方協調，橫琴口岸澳門口岸離境車道需要暫時關閉。橫琴口岸入境澳門方向車道維持正常。直至下午5時才恢復正常通行。
連場暴雨下，澳門各區出現不同程度的水浸，市政署隨即啟動暴雨緊急應變小組機制，派出人員到各水浸黑點清理路邊雨水井沖積的垃圾，並在安全情況下打開渠蓋，加快下水道排洪能力。

##### 出入境數字創新低
受疫情防控措施及八號風球下，10月9日全澳各口岸出入境總數約1500人次，比前一日減少38.6%，創下有紀錄以來最低數字，其中只有350名旅客入境澳門，當中全澳各口岸入境約700人次，其中澳門居民約250人次，對比前一天減少53.3%，旅客約350人次，減少29.1%，內地僱員約70人次，減少79%；出境約800人次，其中澳門居民約180人次，對比前一天減少56.5%，旅客約570人次，減少6.9%，內地僱員約20人次，減少33.3%。

#### 破澳門多個氣象紀錄
- 發出（懸掛）時間最長的單一方向八號風球：20小時 （刷新2006年颱風派比安懸掛八號東南風球時間18小時半紀錄）；惟於翌年即被颱風暹芭之23小時再度打破。
- 1970年有紀錄以來風暴中心距離澳門最遠的八號風球：於澳門之西南約450公里掠過[52] （打破僅於前一年由強烈熱帶風暴浪卡創下的410公里紀錄）。
- 三級制暴雨警告信號所發出紅色暴雨警告信號最晚紀錄：10月10日05:40至07:00、08:05至15:05。
- 三級制暴雨警告信號所發出紅色暴雨警告信號最長紀錄：08:05至15:05（持續時間為7小時）
- 2020年底起實施三級制暴雨警告信號後發出時間最長、暴雨警告信號系統於1992年建立以來總生效時數紀錄最長：10月10日04:30至15:05 (持續時間為10小時35分鐘，打破2020年5月22日舊制暴雨警告信號持續時間最長的紀錄)。
- 澳門所有站點打破10月份日雨量最高紀錄[53]。
  - 大炮台山日雨量是澳門之首，累積雨量達316.4毫米，僅次於1923年10月31日的東望洋山錄得的316.6毫米雨量[註 3]，是有紀錄以來10月份第二多日雨量。
  - 澳門10月份最高60分鐘雨量：10月8日10:15分於路環分站錄得57.4毫米，後再於10月10日06:15分於外港碼頭錄得61.4毫米所打破。
  - 雖然大炮台山日雨量是澳門之首，但由於紀念孫中山公園站之雨量筒上已被大樹長時間遮擋，因而其觀測的雨量大幅少於實際雨量，被明顯低估。因此倘若在沒有遮擋的情况下，10月10日的日最高雨量及最高60分鐘雨量不排除多於大炮台山及外港碼頭。紀念孫中山公園有打破有紀錄以來10月最高日雨量之可能性，而非大炮台山。

#### 澳門各區降雨紀錄
- 10月8日

| 地點                           | 最高60分鐘降雨量 | 時間段 | 日降雨量 |
| ------------------------------ | ---------------- | ------ | -------- |
| 大炮台山                       | 17.6mm           | 08:45  | 140.0mm  |
| 紀念孫中山公園 （鴨涌河公園）# | 11.0mm*          | 12:35  | 81.0mm*  |
| 海事博物館                     | 25.6mm           | 10:25  | 167.0mm  |
| 外港碼頭                       | 18.6mm           | 08:45  | 139.4mm  |
| 大潭山                         | 32.6mm           | 10:15  | 180.4mm  |
| 東亞運                         | 43.4mm           | 09:40  | 215.8mm  |
| 澳門大學                       | 47.8mm           | 10:20  | 201.6mm  |
| 路環分站                       | 57.4mm           | 10:15  | 211.0mm  |
| 九澳                           | 39.8mm           | 10:15  | 178.2mm  |

- 10月9日

| 地點   | 最高60分鐘降雨量 | 時間段 | 日降雨量 |
| ------ | ---------------- | ------ | -------- |
| 大潭山 | 8.6mm            | 13:00  | 42.0mm   |

- 10月10日

| 地點                           | 最高60分鐘降雨量 | 時間段 | 日降雨量 |
| ------------------------------ | ---------------- | ------ | -------- |
| 大炮台山                       | 55.6mm           | 06:15  | 316.4mm  |
| 紀念孫中山公園 （鴨涌河公園）# | 43.4mm*          | 06:15  | 212.0mm* |
| 海事博物館                     | 48.6mm           | 09:05  | 280.0mm  |
| 外港碼頭                       | 61.4mm           | 06:15  | 311.8mm  |
| 大潭山                         | 50.8mm           | 09:00  | 244.4mm  |
| 東亞運                         | 54.4mm           | 11:10  | 295.8mm  |
| 澳門大學                       | 50.2mm           | 09:35  | 275.6mm  |
| 路環分站                       | 55.6mm           | 09:40  | 295.8mm  |
| 九澳                           | 47.6mm           | 09:30  | 239.6mm  |

(#) 為非完整/數據有誤

#### 相關爭議及回應

##### 過遲發出八號風球
氣象局在10月8日一直表示改發八號風球的可能性較低，直至翌日凌晨2時10分才把改發八號風球的可能性轉為較低至中等。然而跨海大橋的持續風速約在凌晨1時30分開始間中達到8級，此後在三號風球仍然生效期間，最高十分鐘平均風速飆升至每小時73.1公里，友誼大橋南峰在凌晨2時40分的過去一小時平均風力亦已達到每小時64.5公里，顯示氣象局發出八號風球時間太晚。

##### 解釋發出八號風球原因
澳門氣象局航空氣象中心主任陳政豪表示，熱帶風暴獅子山移動路徑較預期偏北，加上與東北季候風共伴效應更顯著，澳門10月9日風力有顯著增強，空曠地方錄得8級風力。雖然沒有下雨影響時，風力達到7級，但當雨帶移入時，澳門會間歇出現8級風，因此氣象局在當天早上發出八號風球。 
10月10日晚上8時，澳門氣象局發放特別推送， 表示按早期預測熱帶風暴「獅子山」只會於本澳西南約500公里範圍內掠過發出八號風球的機會為偏低。根據氣象局統計資料顯示，「獅子山」為有記錄以來，中心距離澳門最遠而需要發出八號風球的熱帶風暴。然而，過去引致本澳風力達8級（每小時63至87公里）之熱帶風暴記錄顯示其中心必須移動至本澳200至300公里範圍以內。「獅子山」中心位置引致澳門吹8級風概率基本為零。但是，「獅子山」郤有別於過往的記錄，原因包括：熱帶風暴「獅子山」移動路徑比預期更偏北，與東北季風的共伴效應十分明顯，即使本澳位於「獅子山」烈風圈外，仍導致本澳風力達8級，加上持續受強雨區影響。

##### 解釋長時間發出八號風球原因
澳門氣象局表示，受熱帶風暴獅子山本身的東南風及東北季風的共伴效應影響，期間澳氹大橋上持續錄得8級或以上風力，某些時段更錄得陣風超過每小時90公里或以上。而造成澳門長時間吹烈風的原因，是由於「獅子山」移動的速度慢，珠江口東南面持續有強雨區發展，整個雲雨帶相當廣闊，持續為澳門帶來驟雨並伴隨較長時間的強烈陣風。

### 香港
- 當地發出之最高熱帶氣旋警告信號： 八號東南烈風或暴風信號
- 最接近當地時間：2021年10月9日下午2時
- 最接近當地位置：香港之西南偏西約490公里（破1957年以來風暴中心距離香港最遠之八號信號紀錄）

#### 受季候風影響，風勢頗大
受當時仍為低壓區的獅子山及東北季候風共同影響，香港離岸風力頗大，香港天文台於10月6日晚上11時40分先發出強烈季候風信號，再於10月7日午夜指預料位於南海中南部的低壓區可能會在當日至翌日發展為熱帶氣旋，隨後移向海南島至北部灣一帶，與香港維持超過500公里距離。在東北季候風和低壓系統所引致的奎明效應下，香港在10月8日至10日風勢頗大，有狂風大驟雨，海有湧浪。天文台表示，如果低壓系統顯著增強或更靠近香港，天文台才需要考慮發出熱帶氣旋警告信號。天文台同時呼籲市民，由於週末前後天氣不穩，戶外活動會受到影響，應留意天氣變化及天文台發出的最新天氣消息。天文台再於10月7日下午指預料當時徘徊在南海中部、離香港西南偏南超過600公里的熱帶低氣壓會逐漸增強，並在翌日開始採取較為偏北的路徑，逐漸移向海南島一帶，較之前預測更接近廣東沿岸，會於10月8日早上初時考慮直接發出三號信號，取代強烈季候風信號。香港在7日晚上開始受獅子山外圍雨帶影響，天文台於晚上11時20分發出黃色暴雨警告信號，並於10月8日凌晨4時40分發出三號強風信號以取代強烈季候風信號，當時獅子山集結在香港之西南偏南約630公里。此乃2020年熱帶風暴森拉克以來，天文台首次連續兩年需以三號信號取代強烈季候風信號。天文台預料三號信號將於當天維持，除非獅子山顯著增強或採取靠近香港的路徑移動，否則發出八號信號機會較低。
10月7日強烈季候風信號生效間，兩名男子在赤柱對開海域駕乘雙體帆船，駛至蒲台島對開海域時因強風而翻側，其中一名男子溺斃。

#### 23年來最大雨一日
由10月8日凌晨開始，與獅子山相關的強烈雨帶不斷影響香港，天文台於早上9時50分及10時20分先後發出山泥傾瀉警告和新界北部水浸特別報告。隨著雨勢急劇增強，天文台於上午11時20分發出紅色暴雨警告信號，再於上午11時45分發出黑色暴雨警告信號，亦是自2016年超強颱風莎莉嘉以來，天文台再度於10月發出黑色暴雨警告。天文台於中午12時45分改發紅色暴雨警告信號。天文台於下午4時45分表示，按照預測路徑，獅子山將於翌日早上最接近香港，於香港西南約500公里掠過，而受東北季候風和獅子山的共同效應下，華南將持續吹強風，三號信號將於當晚至翌日早上維持。隨著獅子山的外圍雨帶逐漸遠離，天文台於下午5時45分改發黃色暴雨警告信號，並於晚上7時25分取消所有暴雨警告信號及新界北部水浸特別報告。天文台總部於10月8日全日共錄得329.7毫米雨量，一度是歷年來10月份單日最高降雨量，但紀錄已於2年後被強颱風小犬打破；而暴雨警告總生效時間亦一度是自設有暴雨警告以來第四長，達20小時5分鐘。
受獅子山和東北季候風共同影響，10月7日晚上8時許，九龍及新界區出現短暫電力驟降，引致區內多處大廈出現燈光閃爍，消防處更接獲多達90宗被困於升降機內報告，其中長沙灣一名市民因此而報稱不適，需要送院。10月8日香港出現狂風大雨，多個地方出現水浸和山泥傾瀉。早上10時許黃色暴雨警告生效期間，跑馬地樂活道發生棚架倒塌意外，比華利山F座外牆的巨型棚架被強風吹襲倒塌，有兩輛駛經該處的汽車被棚架壓住，消防員接報趕至並救出兩名被困司機，兩人受傷但其中一人拒絕送院。另外，有7名工人於該處工作，在意外後一度失聯，後證實其中5名工人自行疏散至安全地方，消防員接近中午才救出兩名失聯工人，其中一名55歲女工人於棚架倒塌後重傷昏迷，送往醫院後證實不治，該意外最終造成1死2傷，這也是香港自2009年強烈熱帶風暴天鵝以來，首宗因為風暴而死亡的事故。

#### 風勢超乎預期，進一步增強
儘管天文台在10月9日凌晨1時45分表示三號強風信號會在早上維持，但凌晨時份香港風力有跡象繼續增強，昂坪、長洲和塔門等離岸及高地由午夜起已持續錄得烈風或暴風程度的持續風速，在沒有提到「考慮發出八號信號」的情況下，天文台於凌晨4時40分突然發出「熱帶氣旋之特別報告」，宣佈預計在早上6時40分或之前發出八號熱帶氣旋警告信號。天文台於早上6時40分發出八號東南烈風或暴風信號，是天文台第四遲發出年內首個八號信號（僅次於1972、1974、1975年），當時獅子山位於香港之西南約550公里。天文台預料八號信號會在當日早上維持一段時間；隨後於早上8時45分表示預計下午風力將會稍為緩和，會視乎風力情況於下午初時考慮改發三號信號。但是受獅子山的外圍廣闊雨帶持續影響，香港各區的風力在日間普遍不跌反升，而天文台改發三號信號的時間亦不斷押後。天文台先於中午12時45分表示，會視乎香港風力情況在下午至黃昏考慮改發三號強風信號，並於下午1時再次發出黃色暴雨警告。隨後天文台再於下午1時45分表示，會視乎香港風力情況在黃昏前後考慮改發三號強風信號，兩小時後再延後至晚上才考慮改發。獅子山於下午2時最接近香港，在香港之西南偏西約490公里掠過。受獅子山強烈外圍雨帶及東北季候風共同影響，香港離岸及高地日間不斷受烈風甚至暴風吹襲，昂坪更一度錄得達颶風程度的最高持續風速。獅子山當時位處香港西南面500公里左右，強度僅為熱帶風暴，卻能為香港帶來如此高的風力，情況絕無僅有。其後天文台再於下午6時45分表示八號信號將於午夜前維持生效，呼籲市民在10月10日早上外出前留意最新風暴消息。
隨著獅子山開始遠離，香港風勢逐漸減弱，天文台於10月10日凌晨1時45分表示在日出前考慮改發三號信號。最終天文台在凌晨4時40分改發三號強風信號，並預料會在上午維持一段時間。天文台於早上9時45分表示三號信號將於未來數小時維持，當香港風力進一步減弱時，會考慮改發一號信號。天文台於中午12時40分改發一號戒備信號，隨即表示香港風勢正逐漸緩和，當獅子山不再對香港構成威脅時，會取消所有熱帶氣旋警告信號，其後於下午1時45分表示將於短期內取消所有熱帶氣旋警告信號。天文台於下午2時20分取消所有熱帶氣旋警告信號。獅子山吹襲期間，天文台測風網絡8個參考自動氣象站有5個錄得強風，其中2個錄得烈風，更有1個錄得暴風，三號信號達標，但八號信號不達標。長洲、機場、西貢、啟德及流浮山測得最高10分鐘平均風速分別為每小時94、63、56、46及44公里。

#### 破香港多個氣象紀錄
獅子山最接近香港的距離為490公里，成為1957年有紀錄以來風暴中心距離香港最遠的八號信號，打破了2020年熱帶風暴浪卡440公里的紀錄。由於獅子山周六全日一直滯留在海南島，風向維持東至東南，而香港風力持續強勁，天文台因此無法改發較低的熱帶氣旋警告信號。天文台在10月9日早上6時40分發出八號東南烈風或暴風信號，直至10月10日凌晨4時40分才改發三號強風信號，八號信號生效時間長達22小時，以些微之差打破1978年強烈熱帶風暴愛娜斯的21小時45分紀錄，成為有紀錄以來生效時間最長的八號東南烈風或暴風信號。自1946年以來220次八號信號之中（以單一方向計算），生效時第六長的八號信號，也一度是1973年烈風信號改革以來最長的八號信號，但紀錄只維持三日便被颱風圓規的23小時20分打破。

##### 過遲發出黑雨
香港10月7日有狂風驟雨，天文台在晚上11時20分發出黃色暴雨警告信號。之後雨勢不斷加劇，但天文台延至翌日上午11時20分方改發紅色暴雨警告信號，25分鐘後轉為黑色暴雨警告信號，使部分市民質疑天文台過遲發出足以停工停課的黑色暴雨警告。但事實上天文台於10月8日凌晨至早上初段，香港各區的每小時雨量均未達到70毫米，雨勢直到上午11時左右才急劇惡化。

##### 風力預測舉棋不定
天文台在10月8日一直表示三號信號會在當晚至翌日（即10月9日）早上維持，但其後於凌晨4時40分突然宣佈預計在早上6時40分或之前發出八號信號，被批評預測失誤。而於發出八號信號後，天文台最少五度推遲考慮改發三號信號，被批評舉棋不定。天文台解釋是因為熱帶風暴獅子山減弱速度較預期慢，風勢亦沒預期減弱得快，而且獅子山的環流相對較廣闊，加上中國東南部受東北季候風影響，在這兩個天氣系統的共同影響下，令香港出現持續大風的情況，同時獅子山的外圍雨帶亦持續影響廣東沿岸，帶動境內風勢，故考慮改發較低信號的時間一再推遲。

### 中國大陸
中央氣象台發布之最高颱風預警信號： 颱風藍色預警信號

#### 海南省
海南省氣象局發布之最高颱風預警信號： 颱風黃色預警信號
海南省气象局：海南省气象局于2021年10月6日9时50分发布台风四级预警，10月8日6时30分提升台风四级预警为台风三级预警。海南省防汛防风防旱总指挥部：海南省防汛防风防旱总指挥部于10月6日12时启动防汛防风IV级应急响应，10月8日8时将防汛防风IV级应急响应提升至III级应急响应。2021年10月8日06时46分，三亚市气象台变更台风蓝色预警信号为台风黄色预警信号：随着南海热带低压加强为台风“狮子山”（热带风暴级），并逐渐靠近三亚市，未来24小时内，三亚市沿海和陆地风力将逐渐加大，平均风力可达8－9级，阵风10级，请有关单位和人员做好防范工作。海南省气象局2021年10月9日6时50分继续发布台风三级预警；海南省气象局10月9日7时继续发布暴雨三级预警；海口市气象台10月9日8时13分继续发布台风黄色预警信号。2021年10月8日18时10分，海口市气象台变更暴雨橙色预警信号为暴雨红色预警信号。2021年10月10日18时，中央气象台解除台风蓝色预警。

#### 廣東省

##### 湛江市
當地發布之最高颱風預警信號： 颱風藍色預警信號 (徐聞除外)

###### 徐聞縣
當地發布之最高颱風預警信號： 颱風黃色預警信號

##### 江門市
當地發布之最高颱風預警信號： 颱風藍色預警信號 （台山、恩平、新會、開平）

##### 茂名市
當地發布之最高颱風預警信號： 颱風藍色預警信號

##### 陽江市
當地發布之最高颱風預警信號： 颱風藍色預警信號

##### 珠海市
當地發布之最高颱風預警信號： 颱風藍色預警信號
珠海市氣象局10月7日16時00分發布白色颱風預警，同時解除全市高溫和森林火險預警信號。熱帶低壓在10月7日14時中心位於珠海市西南方約640公里的南海中北部海面上，中心附近最大風力7級（15米/秒），預計其將以5-10公里的時速向偏北方向移動，強度繼續加強，9日白天有可能登陸或擦過海南南部沿海，之後趨向越南北部。受低壓外圍環流和冷空氣共同影響，預計10月8日珠海市將轉熱雨天氣，9-10有大雨到暴雨，天氣轉清涼，8-10日海面陣風偶日7-9級。 
10月8日8時40分珠海氣象台提升發布颱風藍色預警信號。同時，在10月8日00時28分珠海市氣象台發布暴雨黃色預警信號，並在10時40分提升至橙色，並在16時10分將珠海市暴雨橙色預警降級為黃色預警。
10月9日，珠海轉吹東南風之後風力迎來猛烈的增強，海面陣風高達9-11級，其中珠海國家氣象觀測站錄得最大2分鐘平均風力19.4米每秒，僅次於1983年10月颱風喬伊的記錄，創了十月歷史第二大的平均風力記錄。
珠海市氣象局在10月10日05時30分將全市暴雨預警信號升級為橙色，並再於早上7時45分將全市暴雨預警信號升級為紅色，學校停課。早上8時許，受到強降雨影響，珠海市包括情侶路城市陽台、海濱泳場、吉大路、明珠路人民路下穿隧道、金雞路、白蓮路、板樟山隧道迎賓北路等路段水浸嚴重無法通行，交警部門對情侶路採取了臨時封閉交通管制。早上10時多，珠海公交巴士發出緊急通知，全市公交線路暫停營運，暫時未知何時恢復。當局呼籲市民非必要勿出門。珠海市三防指揮部上午9時許發布消息，指珠海市暴雨預警已升級為紅色，主城區多處道路水浸，請全體市民非必要不出行，不要在低窪處停車，確保安全。珠海市內多處嚴重水浸，其中橫琴二橋因水浸無法通行，珠海大道華發水岸路段，奧園廣場附近，機場北路等水浸嚴重，當局要出動排洪搶險車。橫琴部分道路水浸嚴重，為確保人員車輛安全，10月10日上午11點30分起，交警部門已對橫琴大橋封閉，而橫琴二橋則實施限行， 橫琴下村受水浸影響嚴重，珠海市供電局對下村實施主動停電，以保障市民安全，當水浸情況緩解後，在安全情況下，珠海供電局將盡快恢復供電。中午12時40分起，根據天氣及道路通行情況，珠海公交巴士陸續恢復46條路線營運，但是仍有部分線路未達到安全通行的運營條件，暫時還沒恢復運營，包括17、31、43、931路等4條跨城區線路暫時停場待命。珠海斗門區域亦在下午1時起陸續恢復48條路線，金灣區域從下午1時10分起陸續恢復57條路線。
珠海氣象局表示，10月10日，橫琴粵澳深度合作區雨量240.9毫米、香洲區237.2毫米（其珠海國家站打破10月單日最大降雨紀錄，使累計雨量擊退了75%年份）、金灣區83.8毫米、斗門區168.1毫米、高新區99.1毫米、萬山各海島平均雨量122.3毫米。全市最大累積雨量出現在萬山鎮達368.6毫米，最大1小時雨量為106毫米，出現在黃茅洲島；最大3小時雨量228毫米，也是出現在黃茅洲島。其降雨時長創下珠海歷史之最。10月8日，生成後的獅子山便給珠海市帶來暴雨到局部大暴雨的過程，連續三天珠海市暴雨不停刷新紀錄，這是珠海市氣象歷史上10月首次出現連續三天的暴雨。10月8日00時至10日15時，三天全市平均雨量為339.7毫米，最大累積雨量出現在萬山鎮687.1毫米。10月10日凌晨6點，珠海卓雅花園北苑1棟4單元北側發生滑坡，滑坡體方量約150立方米，未造成人員傷亡，但造成坡腳十一輛車輛及配套設施損壞，小區停車場及道路被埋，直接經濟損失約150萬元，地質災害災情為中型。
橫琴在綫發佈，10月8-10日三天累積雨量達到585.7毫米。其中10日暴雨出現2處危險邊坡地質災害險情，9個自然村有20-40公分水浸，上、下村水浸嚴重，達70-80公分，全區水浸車輛達30台，倒伏樹木有619株。
隨著獅子山的遠離，珠海市的風雨已明顯減弱，珠海市氣象局在10月10日17時15分解除珠海颱風和暴雨預警信號。

##### 中山市
當地發布之最高颱風預警信號： 颱風藍色預警信號
10月10日，中山南部（三鄉、坦洲、板芙、神灣）、中心（石岐區、東區、西區、南區、五桂山、港口、沙溪、大涌）片區暴雨紅色預警信號於8時1分生效，中山南部的坦洲、三鄉等地過去3小時雨量已超過100毫米，五桂山雨量超過70毫米。市三防指揮部同時啟動防汛（防暴雨）Ⅱ級應急響應，要求做好各項防禦工作：南部（三鄉、坦洲、板芙、神灣）、中心（石岐區、東區、西區、南區、五桂山、港口、沙溪、大涌）片區中小學、托幼機構停課，各類託管中心、教育培訓中心參照執行；未啟程上學的學生不必到學校上課。

##### 深圳市
當地發布之最高颱風預警信號： 颱風白色預警信號

#### 廣西省
廣西氣象局發布之最高颱風預警信號： 颱風藍色預警信號

## 熱帶氣旋警告使用紀錄

### 菲律賓
| 菲律賓大氣地球物理和天文服務管理局 風暴信號 | 菲律賓大氣地球物理和天文服務管理局 風暴信號 | 菲律賓大氣地球物理和天文服務管理局 風暴信號 |
| ------------------------------------------- | ------------------------------------------- | ------------------------------------------- |
| 上一熱帶氣旋                                | 一號風暴信號                                | 下一熱帶氣旋                                |
| 超強颱風璨樹                                | 一號風暴信號                                | 強烈熱帶風暴圓規                            |

### 中國大陸
| 国家气象中心 颱風預警信號 | 国家气象中心 颱風預警信號 | 国家气象中心 颱風預警信號 |
| ------------------------- | ------------------------- | ------------------------- |
| 上一熱帶氣旋              | 颱風藍色預警信號          | 下一熱帶氣旋              |
| 熱帶風暴電母              | 颱風藍色預警信號          | 颱風圓規                  |

### 澳門
| 地球物理暨氣象局 熱帶氣旋信號 | 地球物理暨氣象局 熱帶氣旋信號 | 地球物理暨氣象局 熱帶氣旋信號 |
| ----------------------------- | ----------------------------- | ----------------------------- |
| 上一熱帶氣旋                  | 一號風球                      | 下一熱帶氣旋                  |
| 強烈熱帶風暴康森              | 一號風球                      | 颱風圓規                      |
| 熱帶風暴盧碧                  | 三號風球                      | 颱風圓規                      |
| 颱風海高斯                    | 八號東南風球                  | 颱風暹芭                      |
| 強烈熱帶風暴浪卡              | 八號風球                      | 颱風圓規                      |

| 上一次 原因：2019冠狀病毒病聚集性疫情（9月） （2021年9月25日至10月15日） | 澳門即時預防狀態 2021-10-09 06:00－2021-10-10 02:00 （同時就2019冠狀病毒病聚集性疫情（9月）作出） | 下一次 原因：颱風圓規 （2022年10月12日至13日）／ 2019冠狀病毒病聚集性疫情（9月） （2021年9月25日至10月15日） |

### 香港
| 香港天文台 熱帶氣旋警告信號 | 香港天文台 熱帶氣旋警告信號 | 香港天文台 熱帶氣旋警告信號 |
| --------------------------- | --------------------------- | --------------------------- |
| 上一熱帶氣旋                | 一號戒備信號                | 下一熱帶氣旋                |
| 熱帶風暴盧碧                | 一號戒備信號                | 颱風圓規                    |
| 熱帶風暴盧碧                | 三號強風信號                | 颱風圓規                    |
| 颱風海高斯                  | 八號東南烈風或暴風信號      | 颱風暹芭                    |
| 熱帶風暴浪卡                | 八號烈風或暴風信號          | 颱風圓規                    |

## 外部連結
| 太平洋颱風季             |
| 主題頁 - 專題 - 編輯指南 |

- （日語）日本氣象廳首頁
- （英文）聯合颱風警報中心首頁
- （简体中文）中國國家氣象中心首頁 （页面存档备份，存于）
- （繁體中文）臺灣中央氣象局首頁
- （繁體中文）香港天文台：實時天氣稿（10月6日 （页面存档备份，存于）－10月7日 （页面存档备份，存于）－10月8日 （页面存档备份，存于）－10月9日 （页面存档备份，存于）－10月10日 （页面存档备份，存于））
- （繁體中文）澳門地球物理暨氣象局首頁
- （英文）菲律賓大氣地球物理和天文服務管理局 惡劣天氣公告
- （泰文）泰國氣象局首頁